# تسرب باليكبابان النفطي 2018
تسرب باليكبابان النفطي  عباره عن تسرب نفطي وقع قبالة ساحل مدينة باليكبابان في إندونيسيا. وقد نجم عن خط أنابيب متصدع مرتبط بمصفاة بيرتامينا في المدينة. تسبب الحريق الذي اندلع عندما اشتعلت فيه النيران في بقعة الزيت في مقتل خمسة من السكان الذين كانوا في الخليج، بالإضافة إلى التسبب في مشاكل في الجهاز التنفسي لآلاف السكان في المدينة.

## الأسباب
في البداية نفت برتامينا مسؤوليتها عن الانسكاب لمدة أربعة أيام، مدعية أن الاختبارات أظهرت أن الزيت نشأ من الشحنات البحرية وأن الغواصين الذين أرسلوا لم يكتشفوا أي تسرب على خطوط أنابيبهم. بدلاً من ذلك ادعت الشركة أن تسرب النفط نشأ من شركة إم في إيفر جودجر وهي ناقلة سائبة ترفع علم بنما تحمل الفحم إلى ماليزيا. في 5 أبريل اعترفت برتامينا بالمسؤولية، مضيفة أنها اكتشفت أن عينات الزيت كانت عبارة عن نفط خام وليس زيت وقود بحري بعد العينة العاشرة.
وفقًا لبيان بيرتامينا صدر في 4 أبريل، فإن خط أنابيب توزيع ينقل النفط الخام من محطة في لاوي لاوي شمال بيناجام بازر إلى باليكبابان تم تركيبه في عام 1998 وقع فيه إزاحة على بعد 120 مترًا من موقعه الأصلي. يقع خط الأنابيب المتسرب على عمق 25 مترًا، وقطره 20 بوصة وسمكه 12 ملم. ادعى المسؤولون أن مرساة أسقطت من سفينة الفحم التي كانت ترفع علم بنما جر الأنبوب، على الرغم من أنهم لم يذكروا اسم السفينة. نفت برتامينا وقوع أي إهمال في التسرب، مضيفة أنه تم فحص الأنابيب في ديسمبر 2017.

## التأثيرات
وصف سكرتير مدينة باليكبابان سيد م. فاضلي أن الخليج كان «مثل محطة وقود». أعلنت المدينة حالة الطوارئ حيث أبلغ أكثر من 1.000 شخص عن غثيان ومشاكل في التنفس بسبب الدخان الناجم عن الحريق الناجم عن التسرب. أصدرت شركة بيرتامينا بيانًا أعلنت فيه أن عمليات المصفاة التي تعالج 260.000 برميل من النفط الخام يوميًا لم تتأثر.
طالب رئيس مجلس ممثلي الشعب بامبانج سوسيو بتفسير من سفارة الصين في جاكرتا، فيما يتعلق بنظرية أن الحريق على إيفر جودر أدى إلى الحريق ومن ثم إلى الوفيات. في 20 أبريل تم إقالة الرئيس التنفيذي لشركة بيرتامينا إيليا ماسا مانيك من منصبه. من بين عوامل أخرى تم اعتبار حادثة تسرب النفط أحد أسباب الفصل.

### الخسائر
قُتل خمسة أشخاص عندما حوصرت سفينتهم في الحريق الناجم عن اشتعال الزيت. تم اكتشاف جثتين بعد ذلك مباشرة، مع اكتشاف جثتين أخريين في اليوم الثالث والأخير في اليوم التالي. استأجر الضحايا قاربًا للصيد حول الخليج. جميع الضحايا كانوا من سكان المدينة.
تم التحفظ على إم في إيفر جودجر بعد وقوع الحريق، وذلك مع طوفها القابل للنفخ والحبل الذي يربطها بالسفينة المشتعلة. وتم إجلاء طاقمها المكون من 20 صينيًا، واحد منهم مصاب بحروق. في حين أن السفينة التي كانت تحمل أكثر من 70.000 طن من الفحم لم تشتعل فيها النيران بالكامل، إلا أن جانب من السفينة تضرر بشدة.
صرح نائب وزير الطاقة والموارد المعدنية الأندونيسي آركاندرا طاهر أن تلف خط الأنابيب قد يتسبب في فقد الإنتاج بما يصل إلى 200.000 برميل يوميًا. ذكرت بيرتامينا أن تدفق النفط الخام تم تحويله إلى أنبوب أصغر 16 بوصة، على الرغم من أنها أكدت فقدان بعض الإنتاج في المصفاة.

### الأضرار البيئية
تم تغطية ما لا يقل عن 34 هكتارا من مستنقعات المانغروف في الانسكاب النفطي. وأصبح حيوان دولفين إيراوادي مهدد بالانقراض، قامت الحكومة بغسل شاطئ المدينة، ويبدو أنه تسمم بسبب تسرب النفط. أعرب خبراء البيئة والمحيطات عن مخاوفهم من الأضرار الطويلة الأمد للنظام الإيكولوجي للمحيطات بما في ذلك الشعاب المرجانية والأعشاب البحرية. بسبب الانسكاب تلقت وزارة الشؤون البحرية ومصائد الأسماك تقارير عن التلوث النفطي في جميع أنحاء البلاد، كما هو الحال في خليج جاكرتا وفي بنتان.